# دايكي ياغيشيتا
دايكي ياغيشيتا (باليابانية: 柳下 大樹) (مواليد 9 أغسطس 1995)، هو لاعب كرة قدم ياباني سابق كان يلعب كمهاجم.

## وصلات خارجية
- دايكي ياغيشيتا على موقع رابطة كرة القدم اليابانية للمحترفين (اليابانية)
- دايكي ياغيشيتا على موقع قاعدة بيانات كرة القدم.إي يو (الإنجليزية)
- دايكي ياغيشيتا على موقع Soccerway.com (الإنجليزية)